# Озджан, Газанфер
Газанфер Озджан (тур. Gazanfer Özcan, 21 января 1931 — 17 февраля 2009) — турецкий актёр театра и кино. Две его самые знаменитые роли — Хюсню Курунту из сериала «Семья Курунту» и Тахсин-бей из сериала «Европейская сторона».  Государственный артист Турции (1998).

## Биография
Родился 27 января 1931 года в стамбульском районе Джиганхир в семье Джелалеттин-бея и Семихи-ханым. Учился в школах Бейоглу и Джиганхира, а также в лицее Вефа. Во время учёбы там он впервые попробовал себя в качестве актёра, сыграв Биджана-эфенди в постановке «Hisse-i Şayia».
Окончив лицей Вефа, продолжил актёрскую карьеру, получил образование в этой области. В 1955 году привлёк к себе внимание, успешно подменив заболевшего Решита Гюрзапа в пьесе «Соседский роман». Помимо съёмок в кино, также играл в театре. В 1962 году женился на Гёнюль Улькю. Вместе они создали собственный театр.
В 1985 году сыграл роль Хюсню Курунту в пьесе «Семья Курунту», транслировавшейся каналом «TRT». Телевизионная трансляция пьесы имела успех и было решено снять на её основе одноимённый ТВ-сериал, режиссёром которого стал Угур Эркыр. В итоге «Семья Курунту» продлилась 5 сезонов и 121 серию, а также стала одним из первых турецких ситкомов. Также этот сериал получил два продолжения — сериалы «Хюсню-бей Амджа», имевший 155 серий, и «Наша семья Курунту», продлившаяся 47 серий.
После окончания «Семьи Курунту» Озджан долгое время не снимался. В 2000 году сыграл в фильме «Комиссар Шекспир», в 2007 году — в «Белом ангеле».
В 1998 году он получил звание «Государственный артист Турции». В 2004 году сыграл в сериале «Европейская сторона», сценарий которого Озджан написал совместно Гюльсе Бирсель.
Умер 17 февраля 2009 года в больнице, где проходил лечение от хронической обструктивной болезни лёгких и эмболии.